# Christina Robinson
Christina Robinson (ur. 2 sierpnia 1997) – amerykańska aktorka.
Karierę rozpoczęła jako Astor Bennett w amerykańskim serialu Dexter stacji Showtime. Otrzymała dwie nagrody Young Artists Awards w kategorii najlepsza aktorka w serialu telewizyjnym. Obie nagrody zdobyła dwa razy z rzędu, w 2008 i w 2009 roku. Zagrała w reklamie McDonald's. Ma siostrę bliźniaczkę Courtney Robinson, która również jest aktorką.

## Filmografia
- Simon (2010) jako Abby
- Equestrian Sexual Response (2010) jako Alice
- Narcissus Dreams (2009) jako Melissa
- Little Miss Badass (2009) jako Dark Dionne
- Arctic Tale (2007) jako Kid in End Credits
- Dexter jako Astor Bennett